# Hercule et le Labyrinthe du Minotaure
 (mars 2025).
Si vous disposez d'ouvrages ou d'articles de référence ou si vous connaissez des sites web de qualité traitant du thème abordé ici, merci de compléter l'article en donnant les références utiles à sa vérifiabilité et en les liant à la section « Notes et références ».
 (février 2025).
Série Hercule
Hercule et le Monde des ténèbres
(1994)
Pour plus de détails, voir Fiche technique et Distribution.
Hercule et le Labyrinthe du Minotaure (Hercules in the Maze of the Minotaur) est un téléfilm américain réalisé par Josh Becker.

## Synopsis
Deux frères à la recherche d'un trésor pénètrent à l'intérieur d'une caverne mystérieuse, sans savoir qu'ils s'aventurent dans le repaire sacré du Minotaure. Au même moment, Hercule, entouré de sa femme et de ses enfants, repense à ses exploits passés.

## Fiche technique
- Titre original : Hercules in the Maze of the Minotaur
- Réalisation : Josh Becker
- Scénario : Andrew Dettmann, Daniel Truly
- Durée : 84 minutes
- Pays :  États-Unis,  Nouvelle-Zélande
- Date de sortie[1] :
  -  États-Unis : 14 novembre 1994
  -  France : 19 octobre 1996 sur TF1

## Distribution
- Kevin Sorbo (VF : Jérôme Keen) : Hercule
- Michael Hurst (VF : Jean-Philippe Puymartin) : Iolas
- Anthony Quinn (VF : Henry Djanik) : Zeus
- Tawny Kitaen : Déjanire
- Rose McIver : Ilea
- Paul McIver : Aeson
- Simon Lewthwaite : Klonus
- Anthony Ray Parker : Le Minotaure
- Nic Fay : Andius
- Andrew Thurtill : Danion
- Sydney Jackson : Darthus
- Terry Batchelor : Trikonis
- Geoff Allen : Martan

 Source et légende : version française (VF) sur RS Doublage